# Towarzystwo Teozoficzne
Towarzystwo Teozoficzne – organizacja powstała w roku 1875 w Nowym Jorku z inicjatywy Heleny P. Bławatskiej, pułkownika H.S. Olcotta i W.Q. Judge'a, wyznająca światopogląd teozoficzny. Dewizą towarzystwa jest „nie ma Religii wyższej nad prawdę".
Towarzystwo ma swoje filie lub oddziały w co najmniej sześćdziesięciu krajach, m.in. USA, Wielkiej Brytanii, Francji i Niemczech.
W Polsce pierwszym prezesem Polskiego Towarzystwa Teozoficznego został Andrzej Kajfosz.

## Główne cele
- Tworzyć zalążek braterstwa wszystkich ludzi bez względu na różnice rasy, wyznania, pochodzenia społecznego czy koloru skóry [...];
- Rozwijać porównawcze studium religii, filozofii i nauki, aby dotrzeć do "tradycji pierwotnej";
- Badać nieznane dotąd prawa natury i ukryte moce człowieka.